# Martin Meulenberg

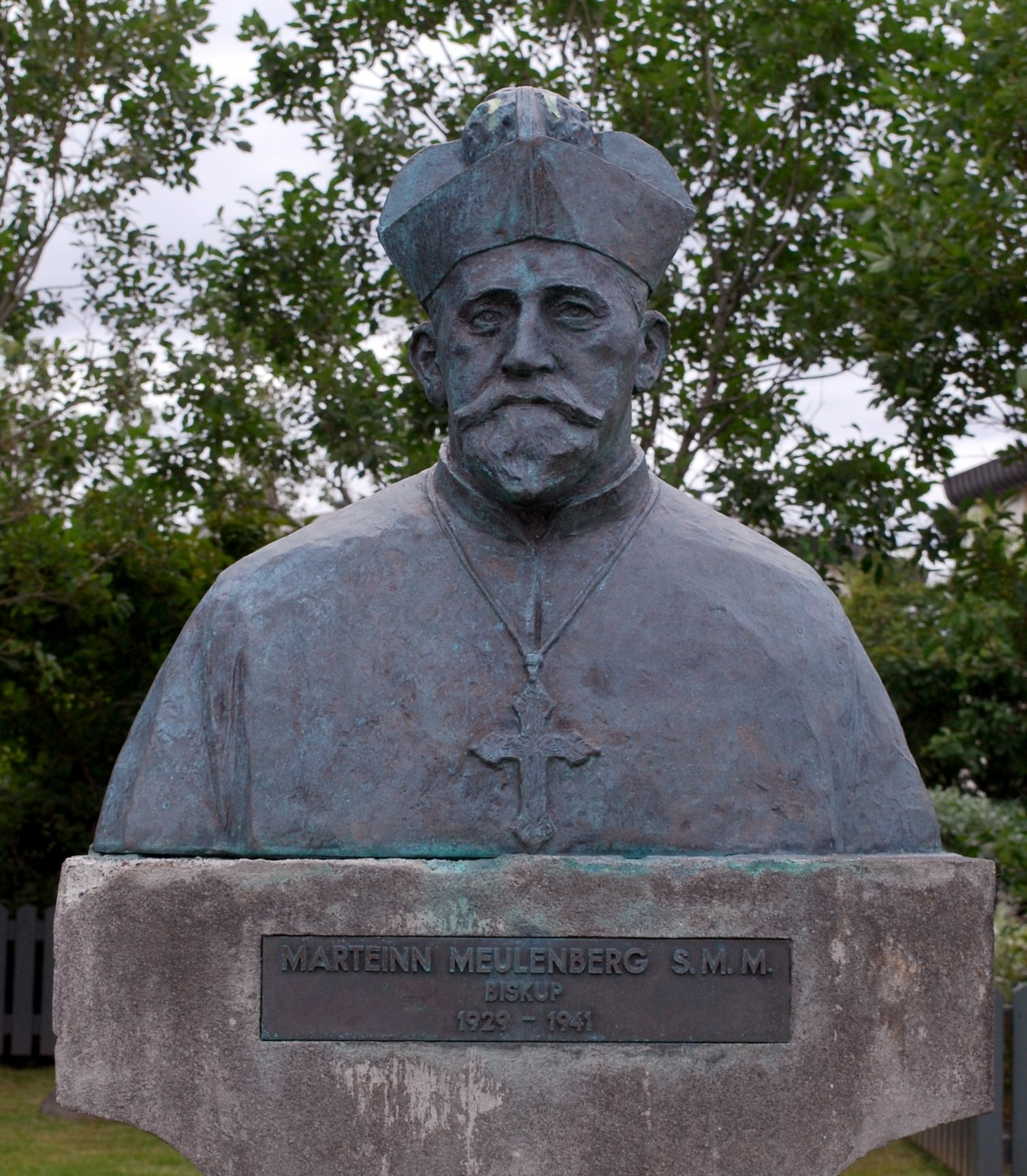
Skulptur von Marteinn Meulenberg in Reykjavík

Martin Meulenberg SMM (isländisch Marteinn Meulenberg; * 30. Oktober 1872 in Hillensberg, Kreis Heinsberg, Deutschland; † 3. August 1941 in Reykjavík) war ein deutscher römisch-katholischer Bischof in Island. Er war erster Bischof der römisch-katholischen Kirche in Island nach der Reformation.

## Leben
Meulenberg, ein geborener Rheinländer, war Mitglied der katholischen Priestergemeinschaft der Montfortaner Patres. Papst Pius XI. bestellte ihn am 12. Juni 1923 zum ersten Präfekten der neu errichteten Apostolischen Präfektur Island und 1929 nach deren Umbenennung zum ersten Apostolischen Vikar von Island.
Pius XI. ernannte ihn zum Titularbischof von Lunda und gleich darauf zum Titularbischof von Hólar. Die Bischofsweihe spendete ihm am 25. Juli 1929 Wilhelmus Marinus Kardinal van Rossum, Präfekt der Kongregation für die Evangelisierung der Völker. Mitkonsekratoren waren Josef Ludwig Brems, Titularbischof von Roskilde und Apostolischer Vikar von Dänemark, und Johann Evangelist Erich Müller, Titularbischof von Lorea und Apostolischer Vikar von Schweden.